# Grand Prix Formule 1 van Rusland
De Grand Prix van Rusland werd voor het eerst gereden op 12 oktober 2014 op de Sochi Autodrom in de Russische plaats Sotsji en vond tot op heden jaarlijks plaats tot en met 2021. Voor de start van het Formule 1-kampioenschap in 1950 werden er ook Grands Prix in Rusland gereden in de jaren 1913 en 1914.
Er waren plannen om een Formule 1-race te houden op de straten van Moskou op 21 augustus 1983 maar deze Grand Prix van de Sovjet-Unie werd afgelast door bureaucratische belemmeringen.
Lewis Hamilton is met vijf overwinningen recordhouder van de Russische Grand Prix.

## Winnaars van de Grands Prix
- Een roze achtergrond geeft aan dat deze race onderdeel was van de Grand Prix-seizoenen tot en met 1949.

| Jaar        | Coureur                   | Constructeur              | Locatie                   | Verslag                   |
| ----------- | ------------------------- | ------------------------- | ------------------------- | ------------------------- |
| 2021        | Lewis Hamilton            | Mercedes                  | Sotsji                    | Verslag                   |
| 2020        | Valtteri Bottas           | Mercedes                  | Sotsji                    | Verslag                   |
| 2019        | Lewis Hamilton            | Mercedes                  | Sotsji                    | Verslag                   |
| 2018        | Lewis Hamilton            | Mercedes                  | Sotsji                    | Verslag                   |
| 2017        | Valtteri Bottas           | Mercedes                  | Sotsji                    | Verslag                   |
| 2016        | Nico Rosberg              | Mercedes                  | Sotsji                    | Verslag                   |
| 2015        | Lewis Hamilton            | Mercedes                  | Sotsji                    | Verslag                   |
| 2014        | Lewis Hamilton            | Mercedes                  | Sotsji                    | Verslag                   |
| 2013 - 1915 | Grand Prix niet verreden. | Grand Prix niet verreden. | Grand Prix niet verreden. | Grand Prix niet verreden. |
| 1914        | Willy Scholl              | Benz                      | Sint-Petersburg           | Verslag                   |
| 1913        | Georgy Suvorin            | Benz                      | Sint-Petersburg           | Verslag                   |

## Einde contract
Vanaf 2023 zou de race worden georganiseerd op de Igora Drive in Novozhilovo, in het Oblast Leningrad.

Echter reeds in 2022 werd de Grand Prix in Rusland van de kalender gehaald in verband met de Russische inval in Oekraïne, waarop de FIA het contract beëindigde. Later werd bekend dat de F1 zich helemaal terugtrok uit Rusland, dat betekent het einde van de Russische Grand Prix.
1913 · 1914 · 2014 · 2015 · 2016 · 2017 · 2018 · 2019 · 2020 · 2021